# Милош Хавел
Милош Хавел (3. новембар 1899 — 25. фебруар 1968) је био чешки филмски продуцент и директор студија. Хавел је био директор филмске продукцијске куће Луцернафилм, коју је основао његов отац 1912. године. Био је и председник филмског студија А-Б, који је 1932. године изградио своје нове студије Барандов у Прагу. Остао је на челу студија током немачке окупације Чехословачке. После Другог светског рата његове ратне активности биле су жестоко критиковане, а суђено му је због оптужби за сарадњу са нацистичком Немачком. Иако је ослобођен оптужби, забрањено му је да ради у филмској индустрији. Напустио је земљу и настанио се у Минхену. Био је стриц чешког председника Вацлава Хавела, његов брат (1897–1979) по имену Вацлав је био отац председника Вацлава.

## Каријера
Хавел је водио биоскоп Луцерна Палас у Прагу и касније основао Барандов Студије. Током немачке окупације Чехословачке, Хавел је био приморан да прода свој удео у студију Барандов, али је остао на челу и штитио њено особље од принудног рада у Немачкој. У то време, Барандов Студио је производио филмове и пропагандне филмове за владу Протектората Чешке и Моравске, као и чешку продукцију. Хавелу је касније приписано да је искористио свој утицај у Протекторату како би омогућио Лиди Бааровој, бившој љубавници Јозефа Гебелса, да игра у филмовима који су постали неки од њених најбољих филмова.
После Другог светског рата, Хавел је са разних страна осуђиван због својих ратних активности; иако су понекад оптужбе биле политички мотивисане, чак је и Хавелов породични пријатељ Јаромир Копецки приватно поверио Вацлаву Хавелу своје мишљење да је Хавел био сарадник нациста.
Хавел је покушао да емигрира, али му је одбијена излазна виза. У марту 1949. ухапшен је и суђено му је под оптужбом за сарадњу са нацистичком Немачком. Тужилаштво је такође тврдило да је користио палату Луцерна да испуни своје "перверзне жудње" за младићима. На крају је ослобођен оптужби због недостатка доказа, али ипак му је забрањено да ради у филмској индустрији као „морално неподобном“, а Барандов Студио је национализован. Хавел је покушао да напусти земљу 1949, али су га совјетске власти ухапсиле и депортовале назад у Чехословачку где је осуђен на годину дана рада.  Превремено пуштен због лошег здравља, отишао је да остане код породице Вацлава Хавела, наилазећи на мешовиту добродошлицу по доласку код мајке Вацлава Хавела која је рекла да је породица доживела „већ довољно невоља због тебе“.
Хавел је напустио земљу други пут 1952. године, на крају се настанио у Минхену где је поднео тужбу против УФА ГмбХ због неплаћања за коришћење Барандова. Хавел је искористио приходе од своје успешне тужбе да започне посао у Минхену.

## Лични живот и наслеђе
Хавел је био стриц Вацлава Хавела. Вацлав Хавел је 1999. организовао стоти рођендан свог покојног стрица. Филм о животу Милоша Хавела, по сценарију Јана Новака, ради се од 2016. године.

Ана Батистова је, у прегледу Хавелове биографије, написала: 
„Његово кратко чланство у Националној фашистичкој лиги, његове везе са масонима, чешком и немачком обавештајном службом и откривање једног од његових пријатеља као двоструког агента само доприносе нејасноћи, која нам, с једне стране, не дозвољава да обојите његов лик једноставно црно или бело. С друге стране, како тврди аутор његове биографије, ова нејасноћа му је вероватно омогућила да помогне домаћој филмској индустрији, и да је на крају сачува од немачких руку.“ 